# Szaknyér
Szaknyér is een plaats (község) en gemeente in het Hongaarse comitaat Vas. Szaknyér telt 73 inwoners (2001).